# Amar Brahmia
Amar Brahmia (en arabe : عمار براهميا), né le 2 septembre 1954, est un athlète algérien spécialiste de course de demi-fond (800 m et 1 500 m) maintenant à la retraite. Il est à présent la coach national de courses de demi-fond d'Algérie. Il est le frère de Nacer et Baki Brahmia, qui ont tous deux participé à des compétitions d'envergure internationale. Il a été champion d'Algérie à deux reprises, ainsi que médaillé aux 3e Jeux africains d’Alger en 1978.

## Carrière
Aux Jeux africains de 1978, il gagne une médaille de bronze pour les 1 500 mètres et une médaille d'argent pour les 800 mètres. Il gagne par la suite une médaille de bronze à l'épreuve d'athlétisme à l'Universiade d'été de 1981. Il devient champion d'Algérie en 1976 et en 1978, et gagne une médaille d'argent aux AAA Championships (en) en 1978. Il participe également aux Championnats du monde d'athlétisme de 1983, sans atteindre la finale.
Son meilleur temps aux 1 500 mètres est de 3'36"5 minutes, une performance qu'il a effectuée en septembre 1981 à Rieti. Son meilleur temps aux 1 000 mètres est de 2'17"5 minutes (août 1978, Nice); et de 3'57"20 minutes à la course du mile (septembre 1981 à Rieti).